# Vase canope
Pour les articles homonymes, voir Canope.

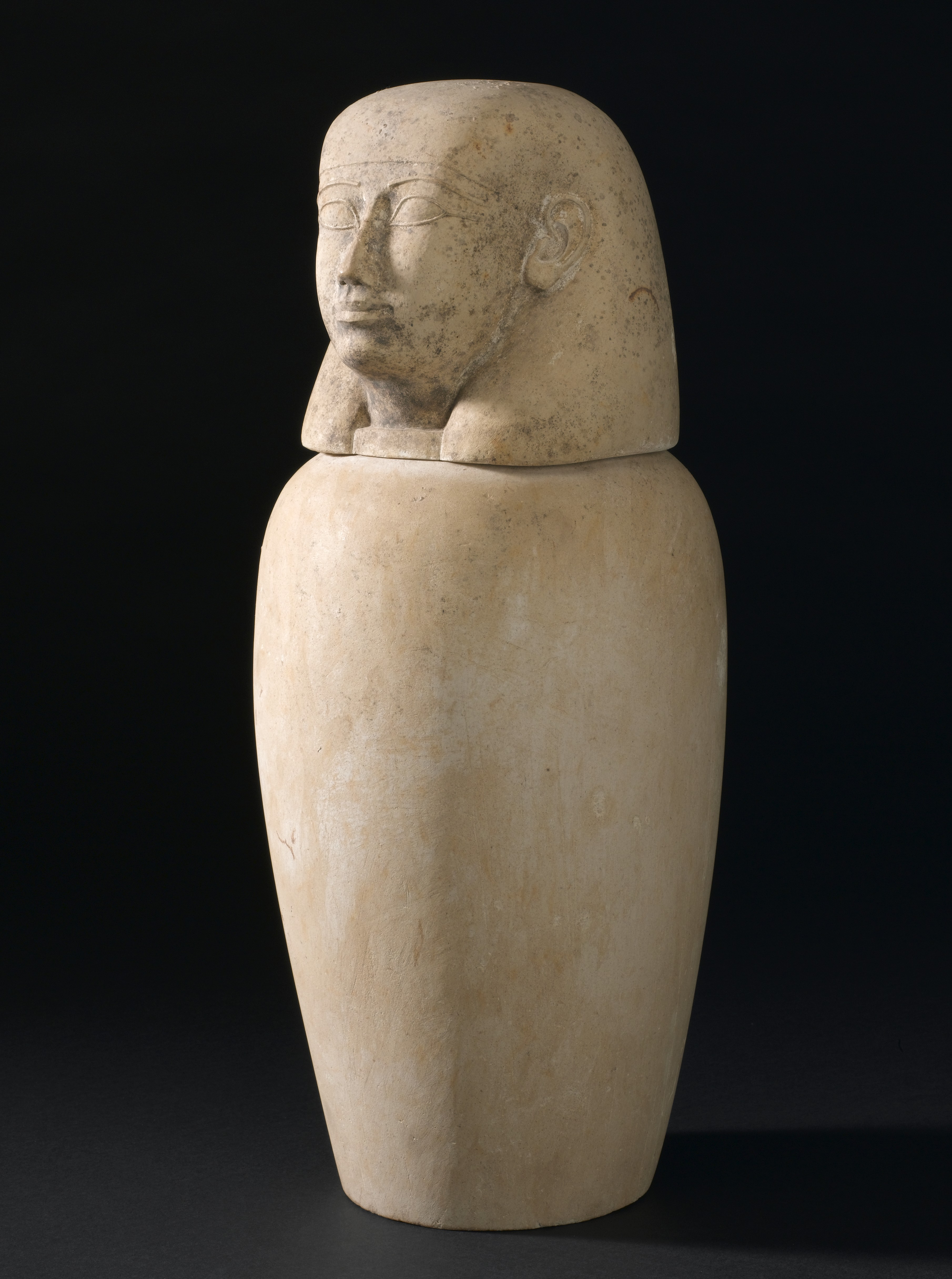
Vase canope à tête humaine (Science Museum de Londres).

Dans l'Égypte antique, les vases canopes, au nombre de quatre, étaient destinés à recevoir les viscères embaumés du défunt. Ils étaient fabriqués en calcaire, en albâtre, en terre cuite, en céramique ou en faïence et étaient déposés près du sarcophage, dans la chambre funéraire du tombeau, sur une caisse ou une cuve.
Les organes pouvaient ainsi accompagner les défunts, sans que le corps se décompose. La préservation du corps après la mort était en effet très importante. 
On donnait aussi le nom de canopes à des vases où l'on gardait l'eau du Nil pour la boire, ainsi qu'à des espèces d'urnes où l'on renfermait le corps d'animaux sacrés ou qu'on plaçait auprès des momies.

## Origine
Ce sont des antiquaires du XIXe siècle qui auraient attribué à ces vases l'adjectif canope (canopus en latin), provenant du nom d'une cité égyptienne du delta occidental, où, selon les Grecs, on adorait une divinité représentée sous la forme d'une cruche[réf. nécessaire].
On attribue à Champollion la découverte de l'usage des vases canopes. Le 12 novembre 1812, lors de l'examen d'un vase funéraire, il note :
« [...] nous replaçâmes le canope dans l'eau bouillante et il nous fut facile de retirer du fond un corps étranger. Il était enveloppé dans une pièce de toile assez fine de six pouces de large sur huit de long. [...] c'était une matière animale dont le type lui donnait de l'analogie avec le foie, le cœur ou la rate de l'homme. [...] le volume de cet objet le rapprochait le plus de la rate. »

## Évolution
Au cours de l'histoire, le nombre de ces petits vases ne varia pas, mais leur forme, elle, subit une évolution. Tout d'abord assez sobres et ventrus, ils deviennent plus élancés à partir du règne d'Amenhotep III (Nouvel Empire) avec des épaules hautes et une base étroite. À la Basse époque, leurs formes deviennent plus trapues.
Les bouchons aussi évoluèrent. D'abord ronds ou plats, ils prirent, au Nouvel Empire, une forme humaine, portant les traits du défunt. C'est à partir de la XVIIIe dynastie qu'apparurent les bouchons représentant les quatre enfants d'Horus, quatre génies dont trois à têtes d'animaux. Cette représentation se généralisa à l'époque ramesside.
Parfois, au lieu de vases, on peut aussi trouver des paquets canope qui se trouvent dans la momie. Dans les périodes instables, comme la Troisième Période intermédiaire, où le risque de pillages de tombes était plus grand, lors de la momification, les organes étaient prélevés, placés dans du natron pour dessécher, puis plongés dans un baume pour les conserver. Ensuite, ils étaient emmaillotés dans des toiles puis replacés dans la cavité thoraco-abdominale. Les momies étaient alors parfois accompagnées de vases canopes factices.

## Valeurs symboliques

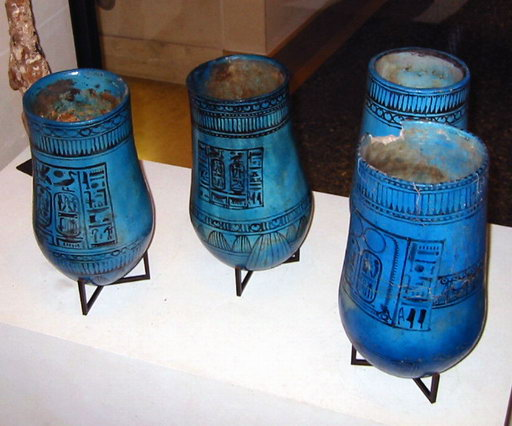
Vases canopes aux noms de Ramsès II - Musée du Louvre.

Les « quatre enfants d'Horus ».

Chaque vase était associé à un génie (un des « quatre enfants d'Horus »), une déesse et un point cardinal, et son rôle était de protéger les organes qu'il renfermait.
- Le foie :
  - Le génie Amset à tête humaine ;
  - La déesse Isis ;
  - Le Sud.

- L'estomac :
  - Le génie Douamoutef à tête de chacal ;
  - La déesse Neith ;
  - L'Est.

- Les poumons :
  - Le génie Hâpi à tête de babouin (cynocéphale) ;
  - La déesse Nephtys ;
  - Le Nord.

- Les intestins :
  - Le génie Kébehsénouf à tête de faucon ou d'épervier (hiéracocéphale) ;
  - La déesse Serket ;
  - L'Ouest.